# Homoranthus
Homoranthus ist eine Pflanzengattung innerhalb der Familie der Myrtengewächse (Myrtaceae). Alle etwa 31 Arten kommen nur in Australien vor.

## Beschreibung

### Erscheinungsbild und Blätter
Homoranthus-Arten wachsen als immergrüne Sträucher.
Die gegenständig oder kreuzgegenständig an den Zweigen angeordneten Laubblätter sind oft seitlich verengt, so dass die Blattspreiten dicker als breit sind, in der Seitenansicht sind sie linealisch, stielrund bis mehr oder weniger verkehrt-lanzettlich.

### Blütenstände, Blüten und Früchte
In den oberen Blattachseln von undifferenzierten Zweigen befinden sich reduzierte, kopfige Blütenstände, die eine bis vier Blüten enthalten. Jede Blüte steht über einem Paar Deckblätter, die schnell vergänglich oder noch während der Anthese (solange die Blüte geöffnet ist) erhalten bleiben.
Die zwittrigen Blüten sind radiärsymmetrisch und fünfzählig mit doppelter Blütenhülle. Der Blütenbecher (Hypanthium) erstreckt sich oberhalb des Fruchtknotens und ist meist fünfrippig. Die Kelchblätter sind vollständig verwachsen oder enden in zwei bis zwölf schlanken gefransten Kelchlappen. Die Farben der Blüten sind weiß oder gelb über orangefarben bis rot. Die Staubblätter sind in der Knospe meist gerade oder selten jeweils wenige nach innen gekrümmt. Meist in einem oder zwei, selten mehreren Kreisen sind jeweils fünf oder sechs mehr oder weniger gleiche Staubblätter angeordnet. Zehn fertile Staubblätter wechseln mit zehn Staminodien ab. Die kugeligen Staubbeutel öffnen sich am oberen Ende mit Poren. Zwei Fruchtblätter sind zu einem halbunterständigen, einkammerigen Fruchtknoten verwachsen. In basaler Plazentation sind zwei oder zehn anatrope Samenanlagen angeordnet. Der auffällig weit aus der Blütenhülle herausragende Griffel besitzt einen Ring von Haaren unterhalb der Narbe.
Die trockenen Schließfrüchte sind meist einsamige, selten zweisamige Nussfrüchte. Die Frucht ist vom nur wenig vergrößerten Blütenbecher umgeben.

### Chromosomenzahl
Die Chromosomenzahlen betragen je nach Art 2n = 14, 16, 18 oder 20.

## Verbreitung und Gefährdung
Die Gattung Homoranthus ist mit etwa 31 Arten auf dem südlichen und östlichen australischen Festland verbreitet. Die Arten kommen in den Bundesstaaten Queensland, New South Wales und South Australia vor.
Homoranthus darwinioides, Homoranthus decumbens, Homoranthus lunatus, Homoranthus montanus, Homoranthus porteri und Homoranthus prolixus werden als „Vulnerable“ = „gefährdet“ eingestuft. Keine weitere Art gilt als bedroht.

## Systematik

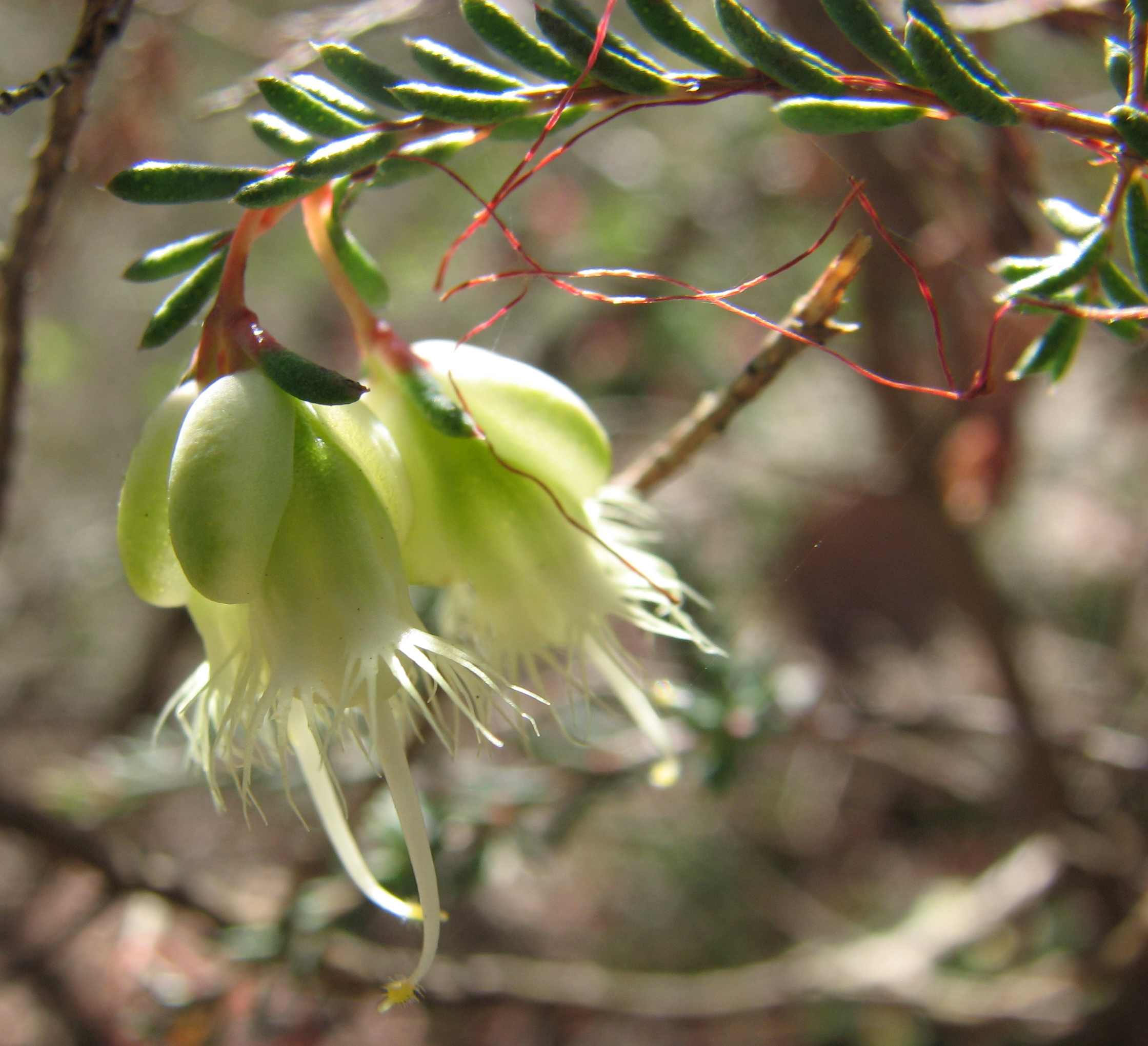
Zweig mit Laubblättern und Blüten mit den auffällig weit herausragenden Griffeln von Homoranthus darwinioides

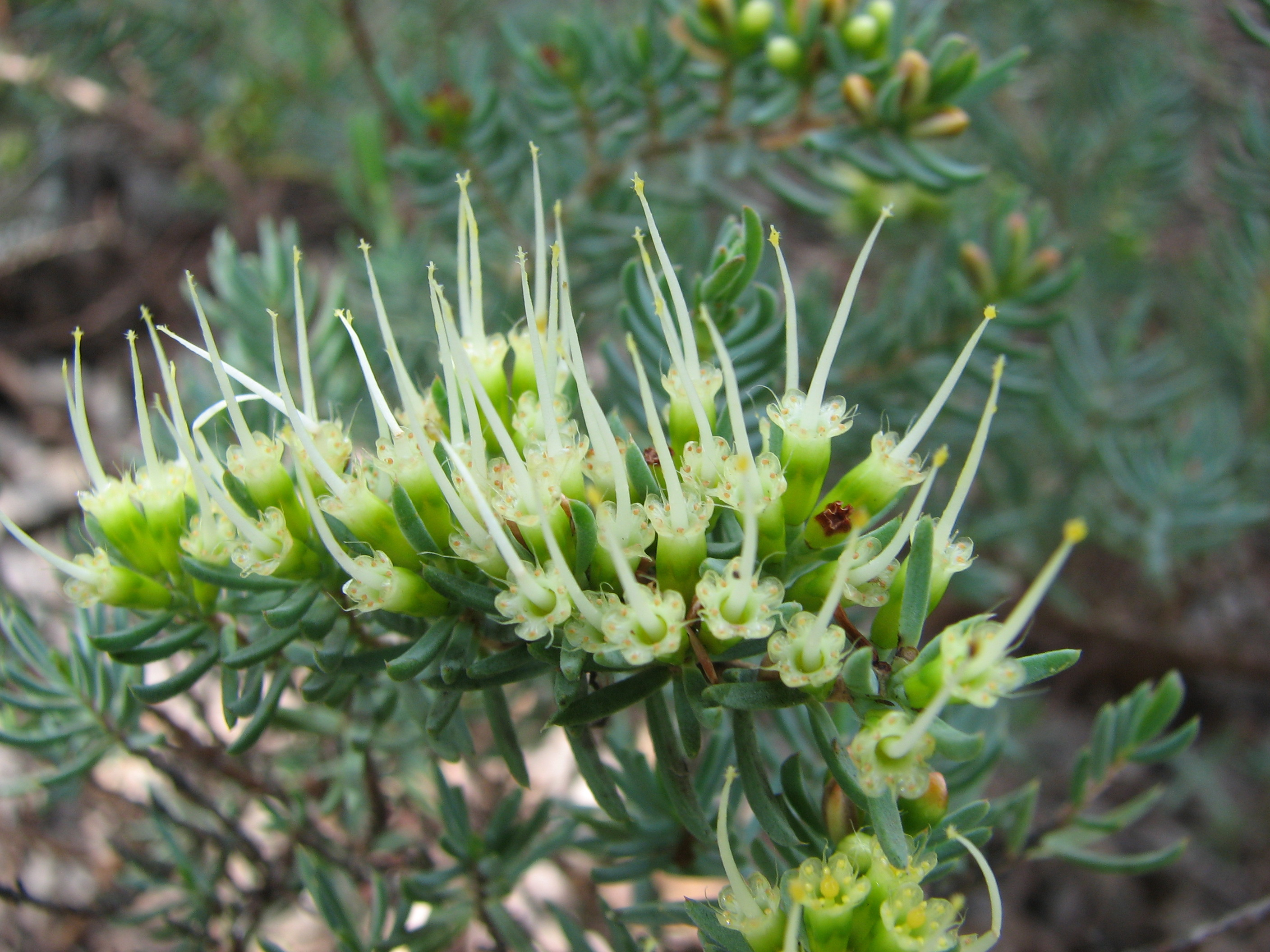
Zweig mit Laubblättern und Blüten mit den auffällig weit herausragenden Griffeln von Homoranthus papillatus

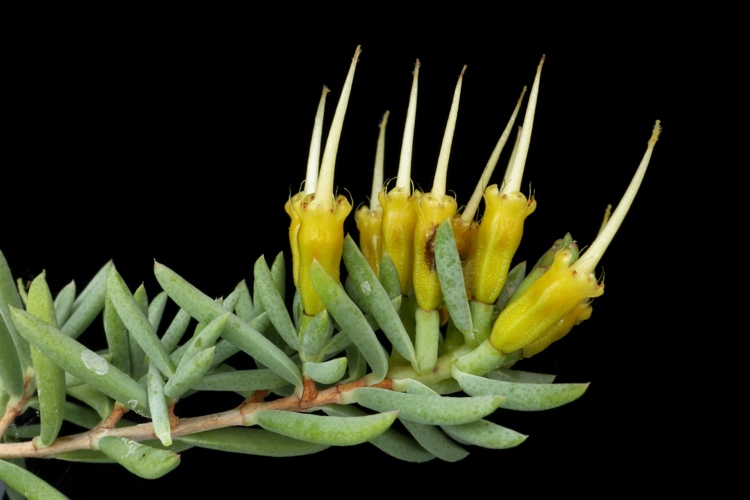
Homoranthus prolixus

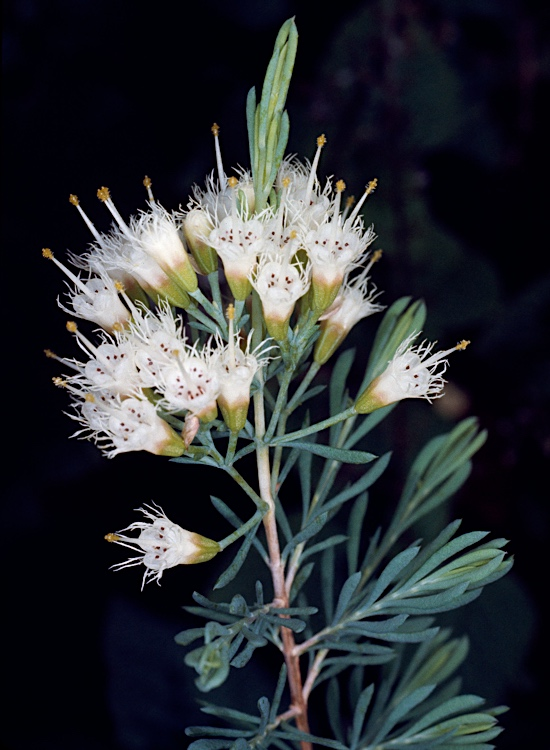
Homoranthus tropicus

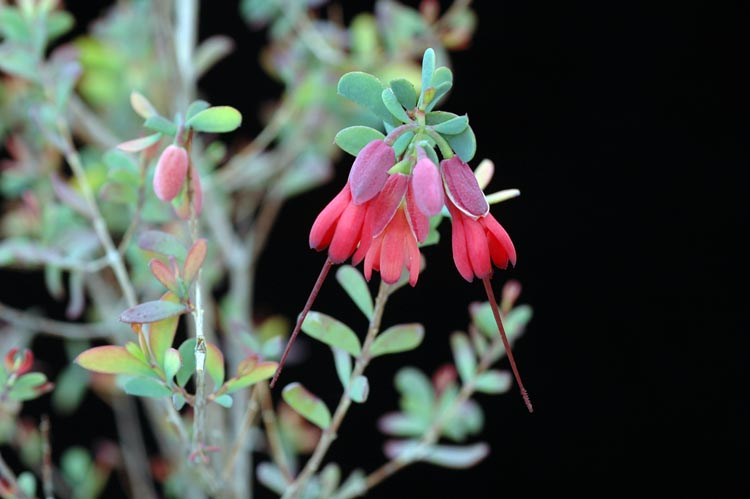
Homoranthus zeteticorum

Der Name Homoranthus stammt von Allan Cunningham. Die gültige Erstveröffentlichung der Gattung Homoranthus erfolgte 1836 durch Johannes Konrad Schauer im Artikel Genera Chamaelauciearum Nova Quaedam in Linnaea, Band 10, S. 310. Als Lectotypusart wurde Homoranthus virgatus A.Cunn. ex Schauer festgelegt. Der Gattungsname Homoranthus leitet sich von den griechischen Wörtern homoros für „benachbart sein“ oder „angrenzen“ und anthos für „Blüte“, dies bezieht sich auf die Ähnlichkeit der Blüten der nahe verwandten Gattungen wie Darwinia. Die aktuelle Revision der Gattung Homoranthus stammt von Lachlan M. Copeland, Lyn A. Craven & Jeremy J. Bruhl: A taxonomic review of Homoranthus (Myrtaceae: Chamelaucieae), In: Australian Systematic Botany, Volume 24, Issue 6, 2011, S. 351–374.
Synonyme für Homoranthus A.Cunn. ex Schauer sind: Darwinia sect. Homoranthus (A.Cunn. ex Schauer) Kuntze, Rylstonea R.T.Baker, Chamelaucium sect. Schuermannia F.Muell., Darwinia sect. Schuermannia (F.Muell.) Benth., Schuermannia F.Muell., Chamaelaucium sect. Schnermannia F.Muell. orth. var.
Die Gattung Homoranthus gehört zur Tribus Chamelaucieae in der Unterfamilie Myrtoideae innerhalb der Familie der Myrtaceae.
Es gibt etwa 31 Homoranthus-Arten (Stand 2011); hier mit Angaben zur Verbreitung:
- Homoranthus bebo L.M.Copel.: Nordöstliches New South Wales.[8]
- Homoranthus biflorus Craven & S.R.Jones: Nordöstliches New South Wales.[8]
- Homoranthus binghiensis J.T.Hunter: Nordöstliches New South Wales.[8]
- Homoranthus brevistylis L.M.Copel.: Südöstliches Queensland.[8]
- Homoranthus bruhlii L.M.Copel.: Nordöstliches New South Wales.[8]
- Homoranthus cernuus (R.T.Baker) Craven & S.R.Jones: Östlich-zentrales New South Wales.[8]
- Homoranthus clarksonii L.M.Copel.: Nordöstliches Queensland.[8]
- Homoranthus coracinus A.R.Bean: Östlich-zentrales Queensland.[8]
- Homoranthus croftianus J.T.Hunter: Nordöstliches New South Wales.[8]
- Homoranthus cummingii L.M.Copel.: Nordöstliches Queensland.[8]
- Homoranthus darwinioides (Maiden & Betche) Cheel: Zentrales New South Wales.[8]
- Homoranthus decasetus Byrnes: Südöstliches Queensland.[8]
- Homoranthus decumbens (Byrnes) Craven & S.R.Jones: Südöstliches Queensland.[8]
- Homoranthus elusus L.M.Copel.: Nordöstliches New South Wales.[8]
- Homoranthus flavescens Schauer: Nordöstliches New South Wales.[8]
- Homoranthus floydii Craven & S.R.Jones: Nordöstliches New South Wales.[8]
- Homoranthus homoranthoides (F.Muell.) Craven & S.R.Jones: South Australia.[8]
- Homoranthus inopinatus L.M.Copel., J.Holmes & G.Holmes: Südöstliches Queensland.[8]
- Homoranthus lunatus Craven & S.R.Jones: Nordöstliches New South Wales.[8]
- Homoranthus melanostictus Craven & S.R.Jones: Südöstliches Queensland.[8]
- Homoranthus montanus Craven & S.R.Jones: Südöstliches Queensland.[8]
- Homoranthus papillatus Byrnes: Südöstliches Queensland.[8]
- Homoranthus porteri (C.T.White) Craven & S.R.Jones: Nordöstliches Queensland.[8]
- Homoranthus prolixus Craven & S.R.Jones (Syn.: Homoranthus bornhardtiensis J.T.Hunter): Nordöstliches New South Wales.[8]
- Homoranthus thomasii (F.Muell.) Craven & S.R.Jones: Nördlich-zentrales Queensland.[8]
- Homoranthus tricolor A.R.Bean: Südöstliches Queensland.[8]
- Homoranthus tropicus Byrnes: Nördliches Queensland.[8]
- Homoranthus vagans L.M.Copel.: Südöstliches Queensland.[8]
- Homoranthus virgatus A.Cunn. ex Schauer: Südöstliches Queensland bis nordöstliches New South Wales.[8]
- Homoranthus wilhelmii (F.Muell.) Cheel: South Australia.[8]
- Homoranthus zeteticorum Craven & S.R.Jones: Östlich-zentrales Queensland.[8]

## Nutzung
Homoranthus flavescens wird als Zierpflanze in subtropischen Parks und Gärten verwendet.